# Joel Granvik
Anton Joel Granvik, född 2 nov 1892 i Terjärv, död 13 januari 1959 i Vasa, var en finlandssvensk  redaktör, författare, folkskollärare och kommunalpolitiker. Han använde pseudonym Den blyge, Den lille och  -k.
Han var folkskollärare i Nedervetil och Karleby ända till mitten av 1940-talet. Han skrev för tidningen Österbottningen från år 1916 och som redaktör för Jakobstads Tidning 1943–1947 och var chefredaktör på tidningen Österbottningen åren 1948–1957.
Granvik skrev flera österbottniska bygdeskildringar i pjäsform.

## Pjäser
- Matts Mickelssons misär, teaterstycke i två akter.  Centrallagret för handelslagen i Finland 1932
- Herr Mellin fick rätt, en folklivsskildring i två akter.  Centrallagret för handelslagen i Finland 1936
- Stor-Ant och tiden, en folklivsskildring i två akter.  Borgåbladets teaterbibliotek 1936
- Snårbacka-Maja, dramatiserad folklivsskildring från österbottnisk bygd.  Borgåbladets teaterbibliotek 1936
- Bara Bönder, en folklivsskildring i tre akter.  Uppförd på gillestugan i Nedervetil på sångfesten och avtäckningen av Alexander Slotte-bysten 1945[1]
- Hä va Nasand hä.... en bygdeberättelse på Terjärvdialekt . I privat bibliotek
- Mitt barndomshem, Dikt[2]

## Annat
- På sångens dag. Festdikt vid Karlebynejdens sång- och hembygdsfest i Gamla Karleby 28.VI.1931. Gamlakarleby 1931
- Stenen vid vägen, berättelse för barn.  Finlands svenska lärares nykterhetsförening 	1935
- Nu sjunger naturen… Festdikt för Karlebynejdens IX sång- & musikfest 20–22 juni 1936.  Gamla Karleby 1936
- Den österbottniska byn. En samling minnesbilder.  Hembygdsföreningen Svenska österbottningar i Helsingfors 1943 (med författare)
- Nedervetil ungdomsförening 50 år. Historik och minneskrift 1895–1945.  Nedervetil ungdomsförening 1945